# Niklas von Wyle

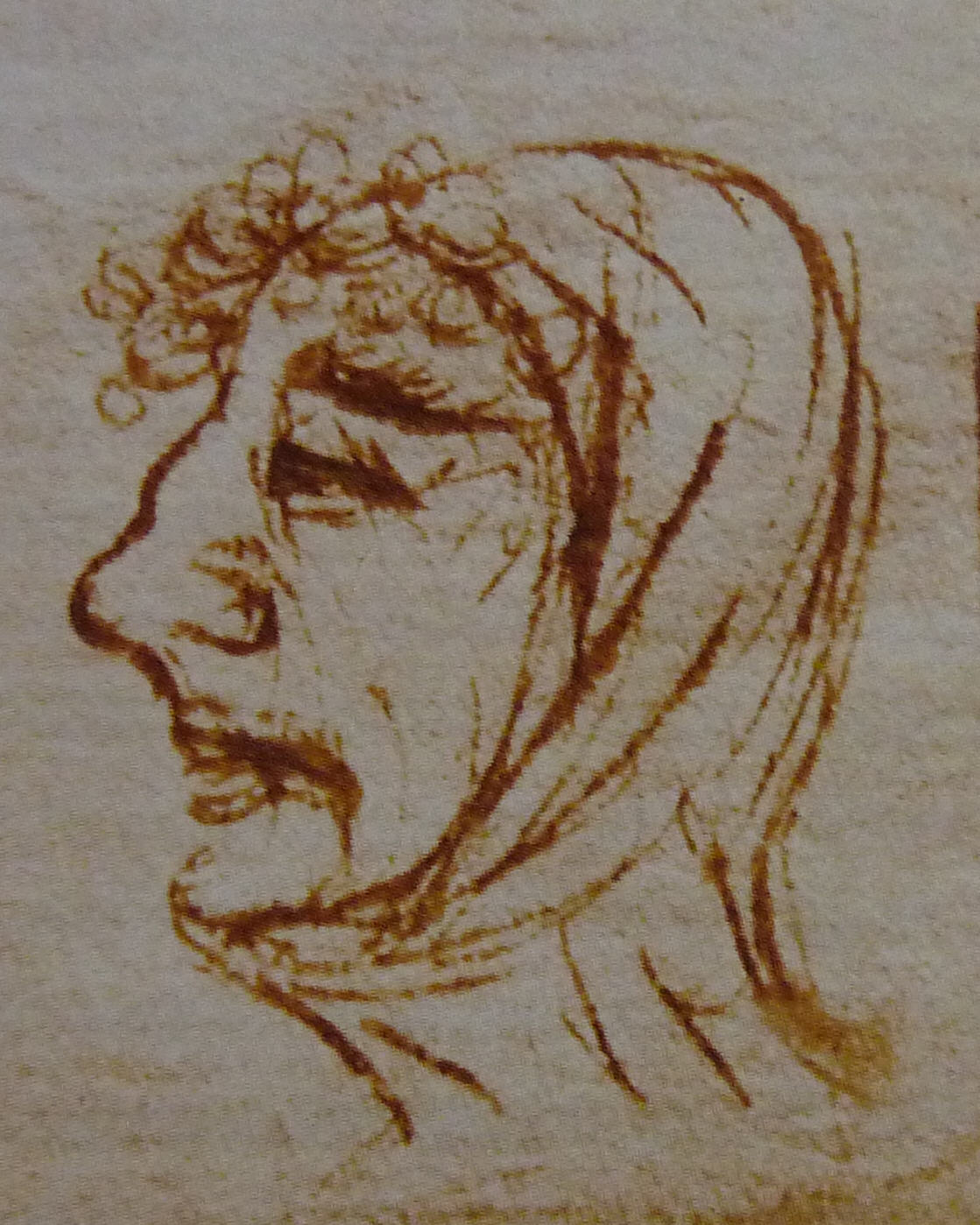
Niklas von Wyle.
Mutmaßliches Selbstporträt aus dem Missivenbuch der Jahre 1460–1466, das er als Esslinger Stadtschreiber führte

Niklas von Wyle (* um 1410 in Bremgarten, Aargau; † 13. April 1479 in Stuttgart) war ein frühhumanistischer Schriftsteller und Übersetzer.

## Leben
Niklas von Wyle studierte zusammen mit Heinrich Steinhöwel in Wien (Magister 1436) und in Italien.
Nach einer Lehrtätigkeit in Zürich war er als Stadt- und Ratsschreiber in Radolfzell, 1447 in Nürnberg und ab 1447/9 bis 1469 in Esslingen am Neckar tätig. Wyle entfaltete im Dienst dieser einflussreichen Stadt- und Fürstenkanzleien durch die von seinen zahlreichen Schülern kopierten Texte und Briefe einen anhaltenden Einfluss auf die formale Entwicklung der deutschen Sprache und die Verbreitung humanistischer Ideen.
Wyle gehört zu den frühesten Briefpartnern des italienischen Humanisten Enea Silvio Piccolomini während dessen Zeit an der kaiserlichen Kanzlei und schickte diesem 1453/54 sogar ein eigenes (verschollenes) Gemälde mit dem Hl. Christophorus.
Von 1469 bis 1478 war Wyle Kanzler des Grafen Ulrich von Württemberg, aber auch diplomatisch für andere Fürsten tätig.
Wyle war der erste deutschsprachige Übersetzer der italienischen Renaissanceliteratur. Mit seinen „Translatzen“ oder „Teutschungen“ (unter anderem von Werken Enea Silvio Piccolominis, Boccaccios, Petrarcas und Poggios), die zwischen 1461 und 1478 erschienen, erwarb er sich Verdienste um die Formung der frühneuhochdeutschen Sprache. Von schachgeschichtlichem Interesse ist sein um 1470 entstandenes Rechen- und Schachbuch.
In der zweiten Hälfte des 15. Jahrhunderts hatten sich unter deutschen Humanisten zwei Positionen über die sinnvolle Übersetzung lateinischer Klassiker und lateinisch schreibender italienischer Humanisten herausgebildet: zum einen die sinngemäße („ad sensum“), die sich auf Autoritäten wie Cicero und Horaz und auch auf die Praxis berufen konnte, und zum anderen das Ideal einer wörtlichen und dabei in die Grammatik der Zielsprache nicht ohne Probleme eingreifende Übersetzung („ad verbum“). Niklas von Wyle praktizierte seit den frühen 1460er Jahren eine grammatikalisch sich am lateinischen Original orientierende Übersetzung und verteidigte diese „ad verbum“-Strategie auch theoretisch. Auf die deutsche Volkssprache als Zielsprache angewandt führte das oftmals zu eher ungewohnten Formbildungen. Zu den Vertretern der anderen Position einer freieren Übersetzungspraxis gehörten damals Albrecht von Eyb  und Heinrich Steinhöwel.

## Werke

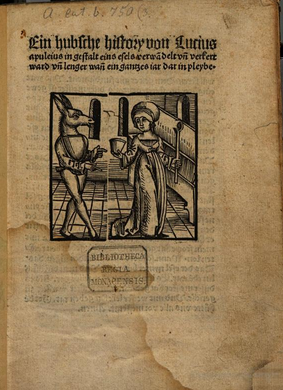
Goldener Esel (Ausgabe 1509)

- „Dialog zwischen Bauer und Edelmann über den Adel“, 1470
- „Lobrede auf die Frauen“, 1474
- „Translatzen“, 1478. Diese Zusammenstellung 18 älterer Übersetzungen von Wyle umfasst Novellen, Briefe, Reden und wissenschaftliche Traktate:

(1) Enea Silvio Piccolominis Historiade duobus amantibus (1444) [Euriolus und Lucretia] (1462)

(2) Boccaccios Decameron (Guiskard und Sigismunda) in: Decameron 4.1

(3) Enea Silvio Piccolominis Lehrbrief gegen die Liebe (1461)

(4) Poggio Über die Veränderlichkeit des Glücks (1461)

(5) Poggio Ob der Gast oder der Wirt zu danken habe (1462)

(6) Poggio Ob ein älterer Mann heiraten solle (1463)

(7) Leonardo Brunis Geschichte Alexanders des Großen (1465)

(8) Pseudo-Bernhard von Clairvauxs Brief über die Tugenden des Hausvaters

(9) Felix Hemmerlin Von den Lallharden und Beghinen (1464)

(10) Enea Silvio Piccolominis Lehrbrief über die humanistische Bildung

(11) Poggios Brief über die Verbrennung des Hieronymus von Prag (um 1470)

(12) Enea Silvio Piccolominis Brief über den Traum von der Fortuna (1468)

(13) Lukians Goldener Esel

(14) Bonac(c)ursius De nobilitate (1470)

(15) Petrarcas De remediis utriusque fortunae (1463-1469)

(16) Nicolosia Sanuda Lob der Frauen (1474) Dies ist z. T. eine eigene Arbeit Wyles

(17) Poggios Rede anläßlich der Papstwahl Nikolaus’ V. (1478)

(18) Wyles Stilistik: z. T. eine Übersetzung aus Gasparino Barzizza